# Conrad Schumann
Hans Conrad Schumann (ur. 28 marca 1942 w Zschochau koło Riesy, zm. 20 czerwca 1998 w Oberemmendorf koło Ingolstadt) – jeden z najbardziej znanych uciekinierów z Niemiec Wschodnich po ustanowieniu Muru Berlińskiego, uwieczniony na słynnej fotografii Petera Leibinga.

## Życiorys
Conrad Schumann służył w NRD-owskiej Bereitschaftspolizei. Po trzech miesiącach szkolenia w Dreźnie został wysłany na kurs dla podoficerów do Poczdamu, po którym w stopniu kaprala zgłosił się razem z innymi czterema tysiącami funkcjonariuszy, podobnie jak i on z prowincjonalnych miast i wsi Wschodnich Niemiec, na ochotnika do pełnienia służby w Berlinie, gdzie przybył ze swoją jednostką na kilka dni przed ustanowieniem muru berlińskiego.
15 sierpnia 1961 roku, dwa dni po ustanowieniu muru berlińskiego, Schumann pełnił służbę wartowniczą na rogu Bernauerstrasse i Ruppinerstrasse przy niskiej zagrodzie z drutu kolczastego, która została postawiona na granicach między wschodnimi a zachodnimi sektorami miasta, gdzie później miał przebiegać mur. Schumann stał przy ścianie domu z pistoletem maszynowym na ramieniu, paląc papierosy.

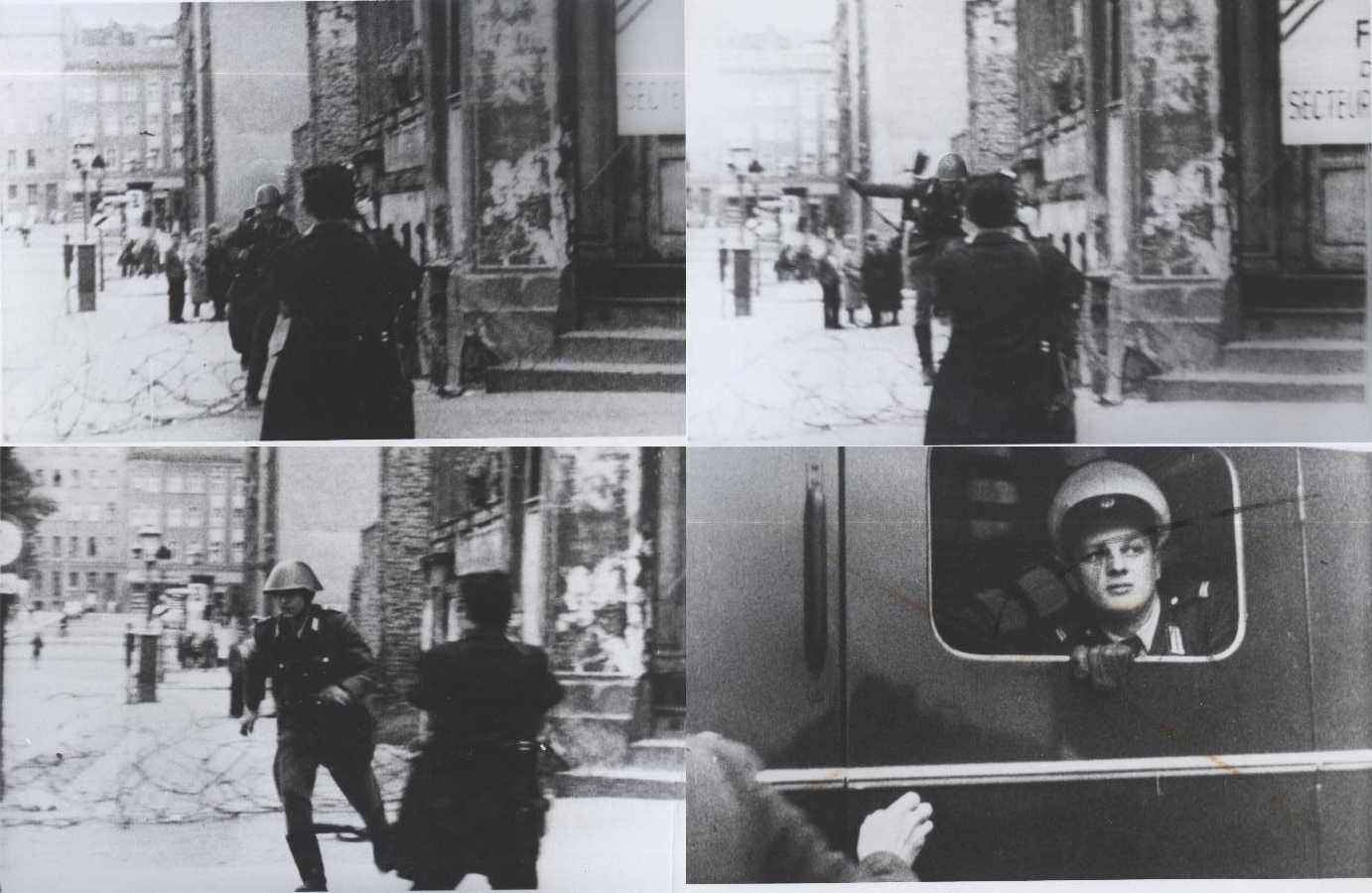
Ucieczka Schumanna

Po drugiej stronie zagrody, w Berlinie Zachodnim, zbierały się grupki młodych berlińczyków początkowo rzucające inwektywami pod adresem Schumanna. Widząc jego wątpliwości i niezdecydowanie, zachodni berlińczycy zaczęli wołać go do siebie. Całą sytuację ponad godzinę śledził także początkujący fotoreporter Peter Leibing. Od samego początku miał on wrażenie, że Schumann zdezerteruje. Nawoływania z zachodniej strony wzmagały się, pojawił się tam policyjny samochód, który zatrzymał się i nie wyłączając silnika czekał z otwartymi tylnymi drzwiami. Tłum nawoływał Komm rüber! (Przechodź!) i wtedy Conrad Schumann odrzucił papierosa i pobiegł w kierunku bariery. Podtrzymując jedną ręką pistolet przeskoczył druty i znalazł się w Berlinie Zachodnim. Następnie wsiadł do czekającego policyjnego samochodu, który odjechał z dużą prędkością. Peter Leibing zdążył wykonać swoją słynną fotografię, uwieczniając dokładnie moment skoku nad drutem kolczastym. W ciągu kilku godzin fotografia znalazła się na okładce Bilda, a następnie obiegła cały świat, z czasem stając się ikoną zimnej wojny i jedną z najbardziej rozpoznawalnych fotografii tamtego okresu.
Schumannowi pozwolono opuścić terytorium Berlina Zachodniego, skąd przeniósł się i osiedlił w Bawarii w mieście Ingolstadt. W Günzburgu poznał swoją żonę Kunigundę i następne 20 lat pracował w fabryce Audi.
Po upadku muru berlińskiego Conrad Schumann wspominał: „Dopiero od 9 listopada poczułem się naprawdę wolny”. Pamiętając tarcia z kolegami, nie wrócił jednak do rodzinnej Saksonii, nie godził się nawet na odwiedzenie swoich braci i rodziców. Symbol odwagi na Zachodzie – na Wschodzie był kreowany na zdrajcę i uciekiniera, co mogło wpłynąć na odbiór jego osoby przez znajomych. 20 czerwca 1998 roku, będąc w depresji, powiesił się w swoim sadzie niedaleko Ingolstadt.